# Bishop Hills
Ne pas confondre avec le village situé dans l’Illinois, Bishop Hill.
La ville de Bishop Hills est située dans le comté de Potter, dans l’État du Texas, aux États-Unis. Sa population s’élevait à 193 habitants lors du recensement de 2010, estimée à 183 habitants en 2016. Bishop Hills fait partie de l’agglomération d’Amarillo.

## Source
- (en) Cet article est partiellement ou en totalité issu de l’article de Wikipédia en anglais intitulé « Bishop Hills, Texas » (voir la liste des auteurs).